# Virmo härad
Virmo härad är ett före detta härad i Åbo och Björneborgs län i Finland.
Ytan (landsareal) var 1300,1 km² 1910; häradet hade 31 december 1908 21.919 invånare med en befolkningstäthet av 16,9 inv/km².

## Landskommuner
De ingående landskommunerna var 1910 som följer:
- Houtskär (finska: Houtskari)
- Karjala
- Korpo (finska: Korppoo)
- Lemo (finska: Lemu)
- Merimasku
- Mietois (finska: Mietoinen)
- Nagu (finska: Nauvo)
- Rimito (finska: Rymättylä)
- Villnäs (finska: Askainen)
- Virmo (finska: Mynämäki)

Häradet upplöstes 1955. Virmo, Karjala, Mietois, Lemo och Villnäs fördes till Vemo härad, Nagu till det nybildade Pargas härad, och övriga kommuner till Masko härad